# KUWAGATAKIDS
KUWAGATAKIDS（クワガタキッズ）は、長崎市のタレント養成所ハッピーヴォイスに所属するローカルアイドル。お姉さんユニットはVITORON（ヴィトロ）。
2019年3月9日、川棚町教育委員会オオクワガタ研究会とハッピーヴォイスがコラボして結成された。現在は、長崎市内に住むメンバー3名で構成されている。
サイトによって、KUWAGATAKIDS、KUWAGATA☆KIDS、クワガタキッズなどの表記にバラつきがある。

## 経歴
2019年3月9日、川棚町教育委員会オオクワガタ研究会とハッピーヴォイスがコラボして結成された。結成当時のメンバーは、マリー、ルナルナ、ミレるん、エリー、さえりんの5名で、4月28日に福岡県のイオン乙金のイベントであるアイドルステージにてデビューライブを行った。
正規メンバーとして、2019年7月26日にマーナ、2020年8月にリリーが加入し、2021年10月まで活動をしたが、その後、ルナルナとマーナが脱退することが発表され、2021年10月末日、卒業ライブ無しでルナルナとマーナが卒業。
2022年4月に研修生として、サニーとななっちが加入した。
2022年10月、メンバーのリニューアルと新ユニットVITORON結成のために現役メンバー全員の卒業が発表された。その後、ミレるんとリリーは新ユニットに加入せず、リリーはハッピーヴォイスを退所することが発表された。
2023年1月21日に卒業式が行われ、2023年1月22日妹ユニットRabiRinよりジュエル、ヒヨりん、ぱるるが加入した。
2024年にお姉さんユニット「VITORON」結成。
2024年4月、6月に開催されるクロちゃん主催の大型フェス「クロフェス2024 ～5周年だよ！全員集合！だしん！～」にてVITRONが長崎県代表として選出が発表。
2025年7月27日、9月に開催されるクロちゃん主催の大型フェス「クロフェス2025 6年目！クロフェスと結婚するしん！」にて長崎県代表として2年連続選出が発表。
2024年6月25日、「2024年上半期未発掘アイドルセレクト10」にVITRONが選出される。

## メンバー
| クワガタネーム | モデルネーム | 生年月日       | 役職         | カラー | 加入日     | 主な経歴                                                   |
| -------------- | ------------ | -------------- | ------------ | ------ | ---------- | ---------------------------------------------------------- |
| ジュエル       | じゅり       | 2014年1月10日  | リーダー     | 赤     | 2023.01.22 | JA共済交通安全CM出演                                       |
| ヒヨりん       | ヒヨ         | 2015年11月27日 | サブリーダー | 水色   | 2023.01.22 | 長崎銀行CM出演(新1年生役) 九十九島パールシーリゾートCM出演 |
| ぱるる         | はるか       | 2014年7月27日  |              | ピンク | 2023.01.22 |                                                            |

## 元メンバー
| クワガタネーム | モデルネーム | 生年月日     | 役職                 | カラー       | 加入日     | 卒業日     | 備考                                                            |
| -------------- | ------------ | ------------ | -------------------- | ------------ | ---------- | ---------- | --------------------------------------------------------------- |
| ルナルナ       | ルナ         |              |                      | 青色担当     | 2019.03.09 | 2021.10.31 | ハッピーヴォイス退所 めんたいセンセーションに所属(満嶋るな）    |
| マーナ         | MANA         |              |                      | グリーン担当 | 2019.07.26 | 2021.10.31 | ハッピーヴォイス退所                                            |
| マリー         | MAO          |              | リーダー（初代）     | レッド担当   | 2019.03.09 | 2023.01.21 | VITORONメンバー（時吉真生） エリーの姉                          |
| エリー         | ERU          |              |                      | イエロー担当 | 2019.03.09 | 2023.01.21 | VITORONリーダー（夢乃える） マリーの妹                          |
| ミレるん       | るん         |              | サブリーダー（初代） |              | 2019.03.09 | 2023.01.21 | ヒヨりんの姉                                                    |
| さえりん       | さえこ       |              |                      | ピンク担当   | 2019.03.09 | 2023.01.21 | VITORONメンバー（暁山さえ）                                     |
| リリー         | りりあ       | 2011年5月7日 |                      | オレンジ担当 | 2020.8     | 2023.01.21 | ハッピーヴォイス退所 スターライト移籍 HKT48 7期生（猪島莉玲亜） |
| サニー         | ゆり         |              | 研修生               | 水色担当     | 2022.4     | 2023.01.21 | VITORONサブリーダー（大空ゆり） ジュエルの姉                    |
| ななっち       | NANA         |              | 研修生               | 黄緑担当     | 2022.4     | 2023.01.21 | VITORON研修生（NANA)                                            |

## 経歴
2019年
- 3月9日　結成（マリー・エリー・ルナルナ・ミレるん・さえりん）
- 4月28日　初ライブ
- 7月26日　マーナが加入

2020年
- 7月23日　えぼしスポーツの里にてライブ[11]
- 8月　リリーが加入

2021年
- 1月21日　映画「こどもばんぱく」出演（マリー・エリー・マーナ）[12][13][14][15][16]
- 5月26日　「Freedom」カラオケ配信開始[17][18]
- 6月23日　TIF全国選抜ライブの九州ブロックに出演決定[19]
- 9月12日　雑誌Stamaga filleアンバサダーに就任[20]
- 10月31日　マーナとルナルナが卒業
- 12月21日　「Rainbow」カラオケ配信開始[21]

2022年
- 1月24日　KUWAGATA☆KIDS【公式】がLINE公式アカウントに登場[22]
- 4月　研修生のななっちとサニーが加入
- 4月15日　公式YouTubeチャンネル「あつまれ★クワガタの森 KUWAGATA☆KIDS OFFICIAL」公開[23]
- 4月22日　「あの白い紫陽花」が楽曲&MVで最優秀賞を受賞[24]
- 4月28日　オリジナル楽曲がiTunesでダウンロード販売開始（RAINBOW・恋の病・パールの奇跡）[25]
- 7月26日　東京都内大型ビジョンで「パールの奇跡」MVを放送[26]
- 8月　新曲「CHAMPON」を発表[27]
- 10月7日　初代メンバー最後の出演作　映画「私に見えている世界」配信開始[28][29][30][31][32]
- 12月26日　藤波辰爾デビュー50周年記念大会プロレスにアイドルステージゲスト出演[33]

2023年
- 1月21日　初代メンバー卒業
- 1月22日　2代目メンバー加入

2024年
- 6月16日　新曲発表予定[34]